# Матільда Вейл
Матільда Вейл (січень 1872 — червень 1942) — американська редакторка, літературна агентка та фотографка-портретистка із Філадельфії, штат Пенсільванія.

## Ранні роки
Матільда Вейл народилась у Філадельфії, в єврейській родині Едварда Генрі Вейля та Ізабель Р. Лайонс Вейл. її батько був юристом. Одна з її кузин, Наталі Фонтен Лайон, одружилася з видатим діячем тютюнової справи Боуменом Грея-старшим.
Вона відвідувала Mr. and Mrs. L. M. Johnson's School. Закінчила коледж Брін Мар (випуск 1892 року), продовжила навчання у Філадельфійському музеї промислового мистецтва та школі текстилю (нині відомий як Університет мистецтв Філаделфії) та літній курс у художника Джозефа Де Кампа в Анніскуамі, штат Массачусетс.

## Кар'єра
З 1893 по 1896 рік Вейл працювала редакторкою у видавництві «Макміллан». У 1895—1896 роках вона була «підредакторкою» American Historical Review.
Вейл придбала камеру приблизно в 1896 році і незабаром стала портретною фотографкою. Вона мала студію, проте спеціалізувалась на «домашньому портреті», тобто створювала портрети в будинках або садах «піддослідних». Її спорядження «зручно вміщалось у звичайну шкіряну валізу». Вона опублікувала невеликий путівник «Портрет на вулиці», де детально описала свої методи.
У 1898 р. Її портрет «Роза Розарум» був включений у перший Філадельфійський фотографічний салон, виставковий конкурс, організований Альфредом Стігліцем. Наступного року вона була представлена в Салоні п'ятьма роботами, а в 1900 р. однією роботою. У 1901 році Вейн продемонструвала роботу на Міжнародній виставці в Глазго і була представлена в «Жіночому домашньому журналі» в серії виступів про американських фотографок під редакцією Френсіс Бенджамін Джонстон. За свою роботу Вейл здобула медаль від Королівського фотографічного товариства. У 1905—1909 роках вона читала лекції з фотографії в Інституті Дрекселя, була наставницею фотоклубу Дрекселя, згодом групи «Lantern and Lens Gild of Women Photographers». Фотографка й режисерка Маргарет Л. Бодін відвідувала лекції Вейл, була засновницею й очільницею Gild. Вона виставляла деякі свої портрети видатних філадельфійців у Гаррісбурзі, штат Пенсільванія, в 1916 році Вона була офіцеркою The Plastic Club.
Вейл покинула Філадельфію та фотографію до 1920 року, повернувшись до видавничої галузі як літературна агентка у Нью-Йорку і врешті переїхала до Сан-Франциско, штат Каліфорнія.

## Пізніше життя
Вейл померла у Філадельфії у 1942 році у віці 70 років. 
Роботи Вейл були представлені в шоу «Жінки дивляться на жінок» у 1982 році в художній галереї Фредеріка С. Вайта Університету Каліфорнії в Лос-Анджелесі.

## Галерея

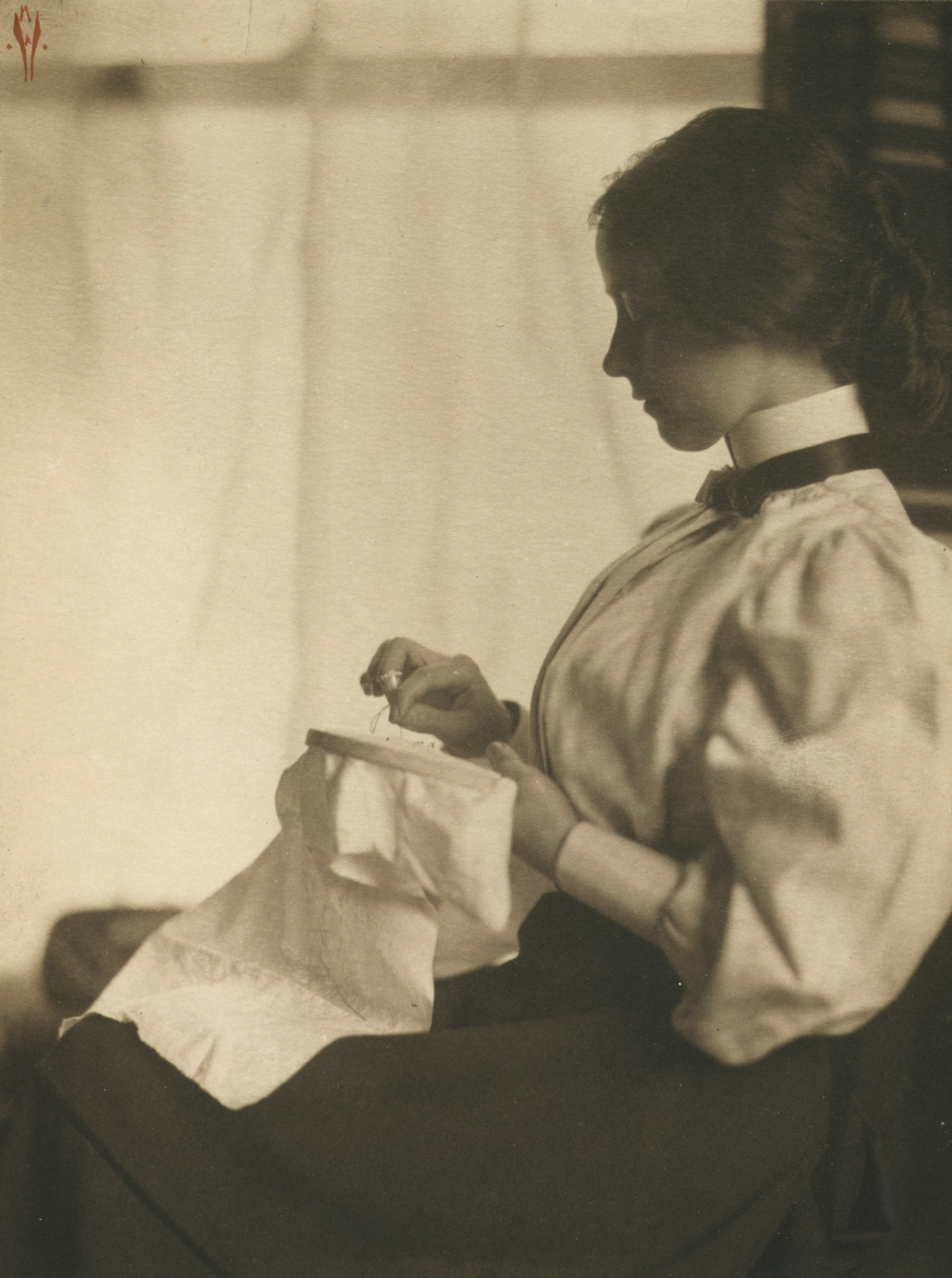
Рамка для вишивання, 1899 рік
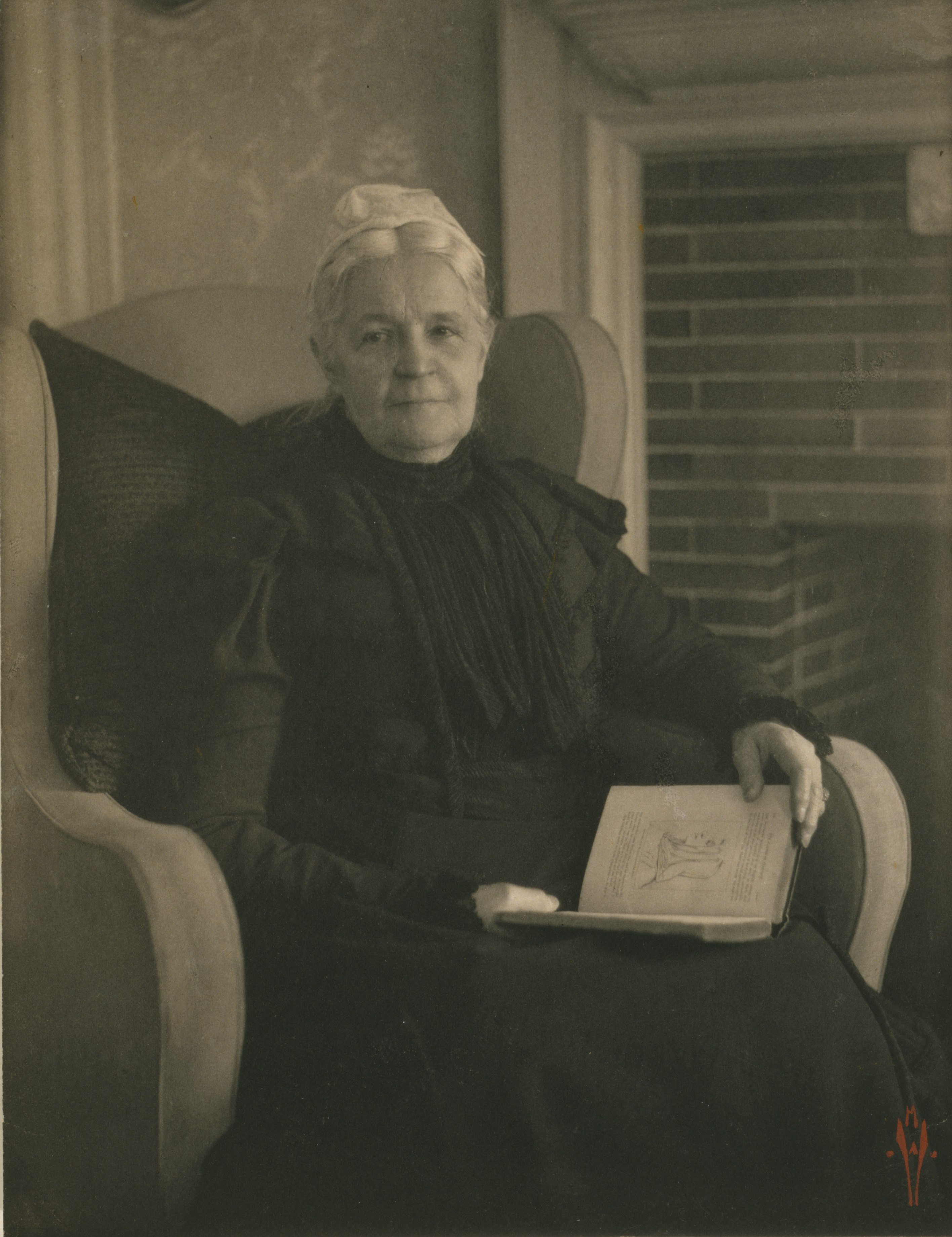
Стара жінка в кріслі, з відкритою книгою на колінах, бл. 1900 року
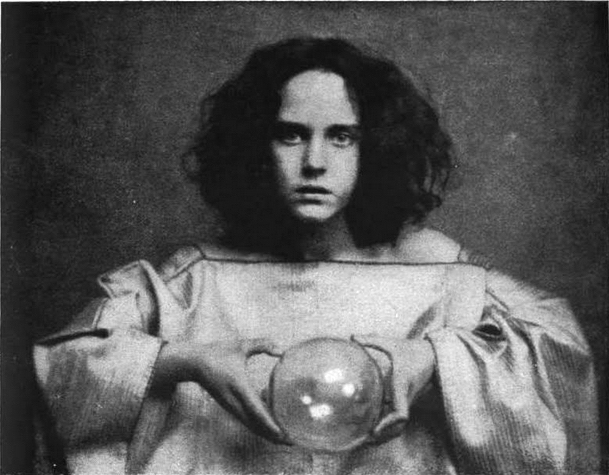
Кришталевий глобус, бл. 1907 року